# Kötési tulajdonságok (informatika)
A kötési tulajdonságok az informatikában egy konkurens programtervezési minta, ami azt jelenti, hogy több megfigyelőt kombinálnak ahhoz, hogy biztosítsák különböző objektumok tulajdonságainak szinkronizálását, vagy koordinálását. Ezt a technikát először Victor Porton írta le.

## Összehasonlítás az aspektusorientált programozással
Az aspektusorientált programozás kölcsönös tulajdonságainak alternatívájaként javasoltak a kötési tulajdonságok. A LibPropC++ C++ könyvtár tartalmazza.
A LibPropC++ gyengeségei a kötési tulajdonságokkal:
- Használata nem átlátszó, mivel azt igényli, hogy a kapcsolt tulajdonságokat közönséges tulajdonságokként kell deklarálni, és hozzáférési metódusokat kell biztosítani hozzájuk.
- A kötési tulajdonságok nem helyettesítik a metódushívásokat.
- Nincs együttműködési naplózás.[3]

## Megvalósítása
Kétféle kötési tulajdonsága van, az egyirányú és a kétirányú. Egyirányút csak akkor szabad használni, ha az egyik tulajdonság csak olvasható, egyébként a kétirányút kell.
A végtelen ciklusokat a jel blokkolásával, vagy az új és a régi értékek összehasonlításával, esetleg a fölösleges értékadások kiiktatásával lehet elkerülni.
Különböző típusok között típuskonverzióval lehet kötési tulajdonságokat létrehozni.
Ha transzformációkra van szükség, akkor a transzformációkat típuskonverzióként kell kezelni.

## Eredménykontextus
A tulajdonságok automatikusan szinkronizálódnak. A könyvtári hívások között az EqualityConstraints invariánsban megadott feltételeknek kell megfelelniük. A változások követése erőforrásokat igényel.

## Példa kódok
Egyirányú kötés:
```
bind_multiple_one_way
(
src_obj
,
 
src_prop
,
 
dst_objs
[],
 
dst_props
[])

{

  
for
 
(
i
,
 
j
)
 
in
 
(
dst_objs
,
 
dst_props
)

  
{

    
bind_properties_one_way
(
src_obj
,
 
src_prop
,
 
i
,
 
j
);

  
}

}

```

Kétirányú kötés (C++-ban):
```
// In this pseudo-code are not taken into the account initial values assignments

bind_two_way
(
prop1
,
 
prop2
)

{

  
bind
(
prop1
,
 
prop2
);

  
bind
(
prop2
,
 
prop1
);

}

```

A kötés megvalósítása:
```
on_property_change
(
src_prop
,
 
dst_prop
)

{

  
block_signal
(
src_obj
,
 
on_property_change
);

  
dst_prop
 
:
=
 
src_prop
;

  
unblock_signal
(
src_obj
,
 
on_property_change
);

}

```

## Fordítás
Ez a szócikk részben vagy egészben  a   Binding properties pattern című angol Wikipédia-szócikk fordításán alapul.  Az eredeti cikk szerkesztőit annak laptörténete sorolja fel. Ez a jelzés csupán a megfogalmazás eredetét és a szerzői jogokat jelzi, nem szolgál a cikkben szereplő információk forrásmegjelöléseként.